# Parc provincial de Police Outpost
Le parc provincial de Police Outpost (anglais : Police Outpost Provincial Park) est un petit parc provincial du sud de l'Alberta au Canada.  Il est situé à 32 km au sud de Cardston, tout juste au nord de la frontière canado-américaine.  Le parc partage ses limites avec l'aire naturelle des Outpost Wetlands, qui est située tout juste à l'ouest.

## Histoire
Le parc a été nommé du fait qu'un avant-poste de la police montée du Nord-Ouest a occupé le territoire pour surveiller la frontière du 49e parallèle.  Le parc a lui-même été fondé en 1970.